# Moses Glover
Moses Glover (ur. 1601 w Dunstable) – angielski kartograf, który określał siebie jako "malarza i architekta", choć wiedza na jego temat jest niewielka. Do dziś zachowały się jego mapy oraz zapisy kościelne o nim traktujące. Jednym z jego dzieł jest mapa Isleworth, wykonana na zlecenie hrabiego Northumberland.